# B1 (char)
Pour les articles homonymes, voir B1.
Le char B1 est un char de combat lourd français, conçu dans l'entre-deux-guerres utilisé au début de la Seconde Guerre mondiale. D'une conception très avancée pour l'époque, les chars B se révèlent néanmoins assez inadaptés aux opérations rapides de la bataille de France de mai-juin 1940.
Sa conception débute dans les années 1920, avec plusieurs prototypes. Le modèle Renault est choisi en 1929 mais la production ne débute qu'en 1934. Un modèle amélioré, le B1 bis sort en 1937, après la production de 34 exemplaires du B1. La production du B1 bis accélère après l'entrée en guerre de la France en septembre 1939, mais moins de 370 seront livrés avant l'arrêt de la production fin juin 1940.
Armé d'un canon antichar en tourelle et d'un canon anti-personnel en casemate, le char B est destiné à percer les lignes de défense ennemies. Lors des opérations de mai-juin 1940, la puissance des B1 bis parvient à entamer les attaques allemandes mais de nombreux chars B sont perdus sur pannes, demandant une consommation en essence trop élevée. La Wehrmacht, puis l'Armée française de la Libération, continuent d'utiliser des chars B jusqu'à la fin de la guerre.

## Développement et production

### Contexte
En 1921, le général de division Jean Estienne demande aux sociétés Renault, FAMH, Schneider, Delaunay et FCM de développer des prototypes de chars d'assaut, d'une masse de 15 tonnes, armés d'un canon de 47 ou 75 millimètres en casemate et de deux mitrailleuses en tourelle. Ces blindés, propulsés par un moteur de 307 chevaux, doivent disposer d'une autonomie de 30 heures, être blindés à 50 millimètres à l'avant, 30 sur les côtés et 15 au plancher et au toit. Cette spécification est assortie d'un accord prévoyant la production de 120 chars par société.

### Développement initial

#### Prototypes
Bien que les cinq entreprises sollicitées par le général Estienne soient supposées travailler conjointement à l'élaboration d'un seul char, elles finissent pour la plupart par se séparer. Ainsi, entre 1922 et 1924, pas moins de quatre prototypes différents sont proposés. Deux le sont par Renault, les SRA et SRB, tous les deux mus par un moteur de la marque de 180 chevaux et armés d'un canon Schneider de 75 mm en casemate disposant d'un champ de tir de 1° 30′ de part et d'autre de l'axe du véhicule. Ils possèdent une mitrailleuse en tourelle. Le SRB se distingue du SRA par l'emploi d'une transmission hydraulique, pour assurer le pointage du canon par virage. FAMH et Delaunay proposent un modèle propulsé par un moteur Panhard de 120 chevaux avec une transmission hydraulique Jeanney, une suspension pneumatique et armé d'un canon FAMH de 75 mm. Enfin, le prototype de FCM, le FCM-21, utilise le même canon que le précédent modèle mais utilise des embrayages latéraux pour assurer le pointage en direction.
Tous ces véhicules sont testés à l'annexe de Rueil, de l'atelier de construction de Puteaux, le 13 mai 1924. Les résultats sont assez décevants, seul le train de roulement du FCM donne satisfaction. En mars de l'année suivante, le général Estienne, partant du SRA et du SRB, définit le futur char B, seul le moteur étant déplacé pour dégager un couloir d'accès aux mécanismes. Il décide d'adopter la suspension pneumatique FAMH, le train de roulement du FCM-21, porte le blindage latéral à 25 millimètres et celui du toit et du plancher à quinze. Parallèlement, il lance aussi deux autres projets, les B2 et B3, blindés à 50 millimètres, mais leur masse dépassant 55 tonnes provoque l'abandon de ces projets. Le 27 janvier 1926, il est décidé de produire trois prototypes du Char B, un assemblé par Renault, un autre par FAMH et le dernier par FCM. Les deux premiers exemplaires sont armés par le canon de 75 FAMH, le dernier embarque le canon Schneider.

Prototypes du char B.
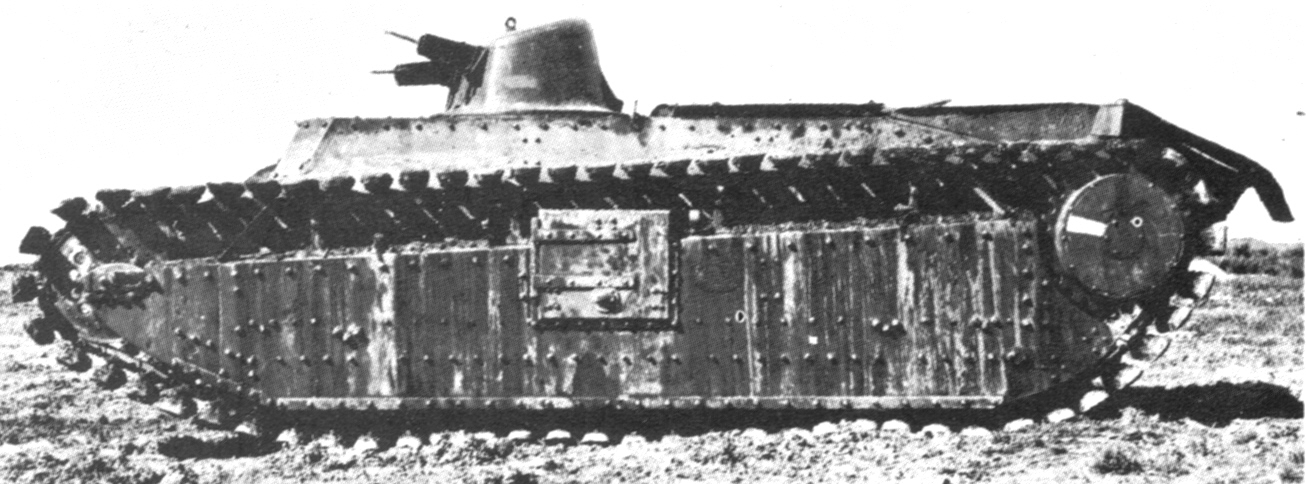
Le SRA de Renault.
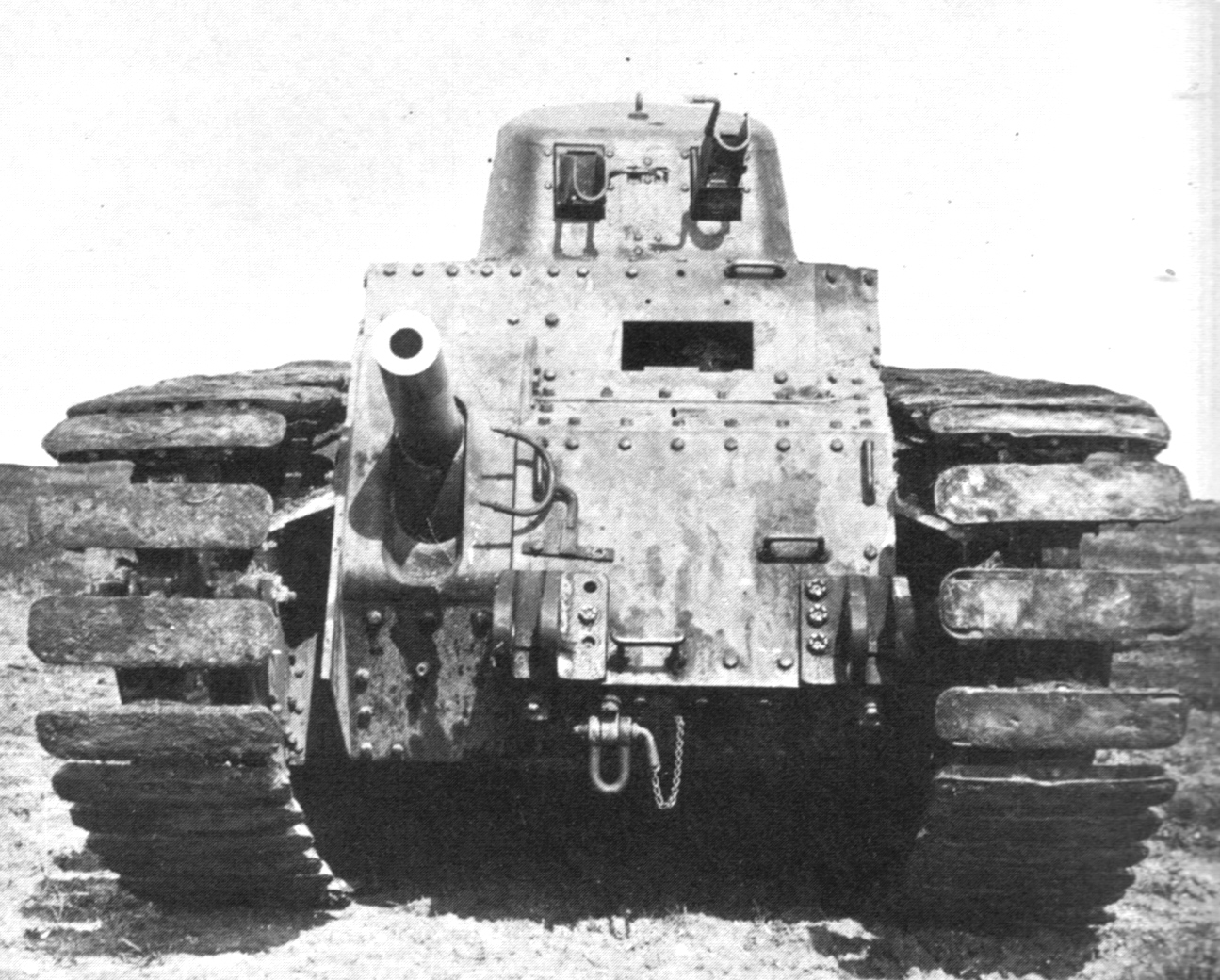
prototype SRA de face
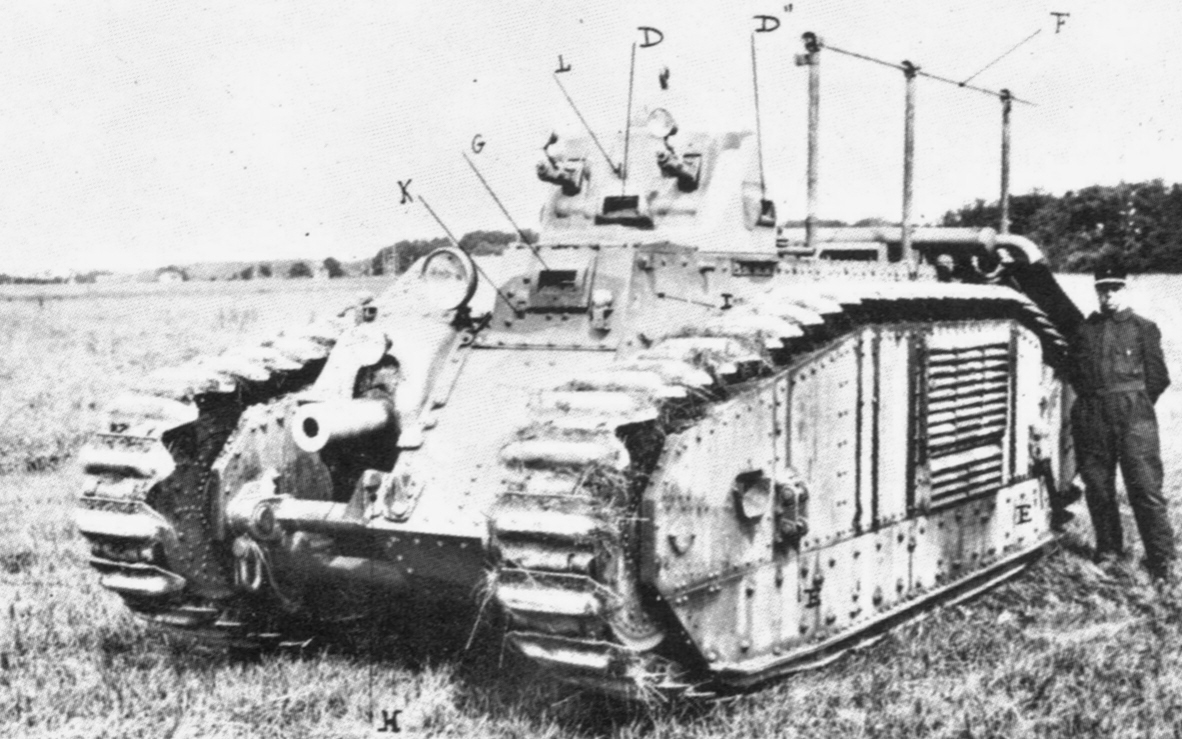
Le prototype B de Renault
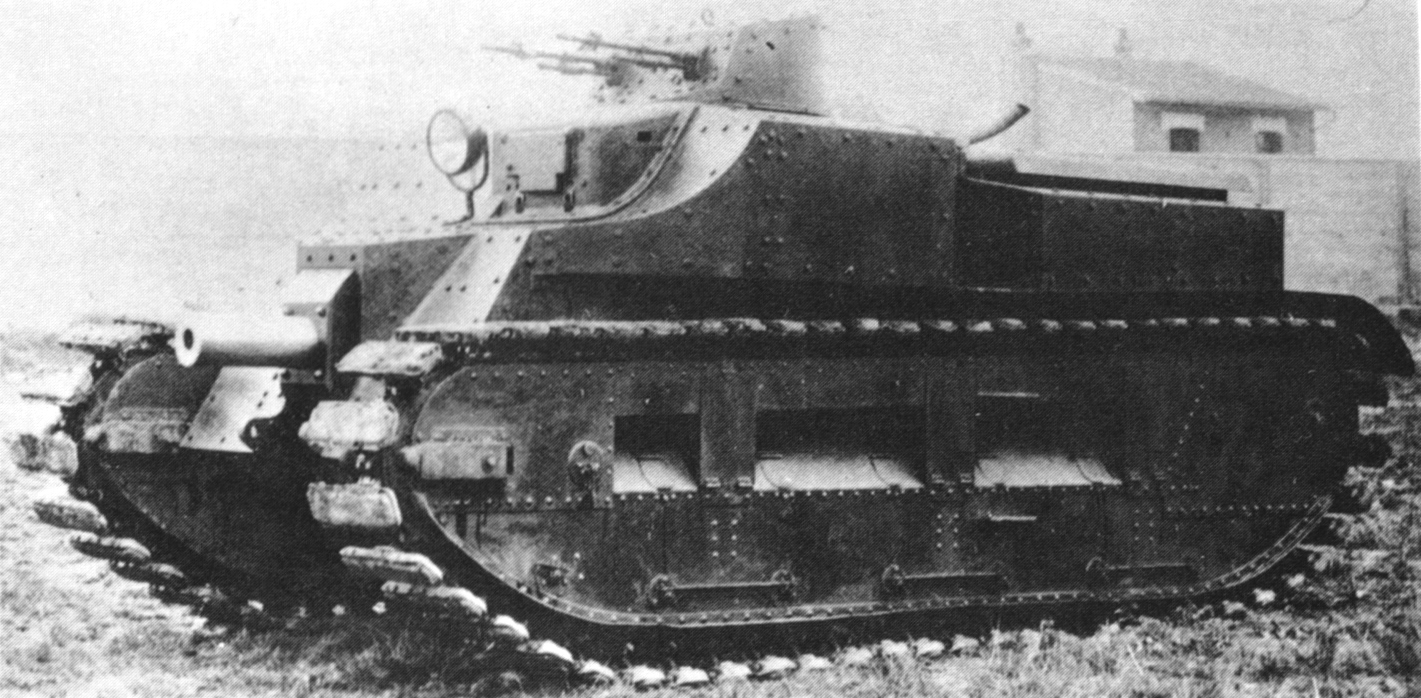
Le FAMH.
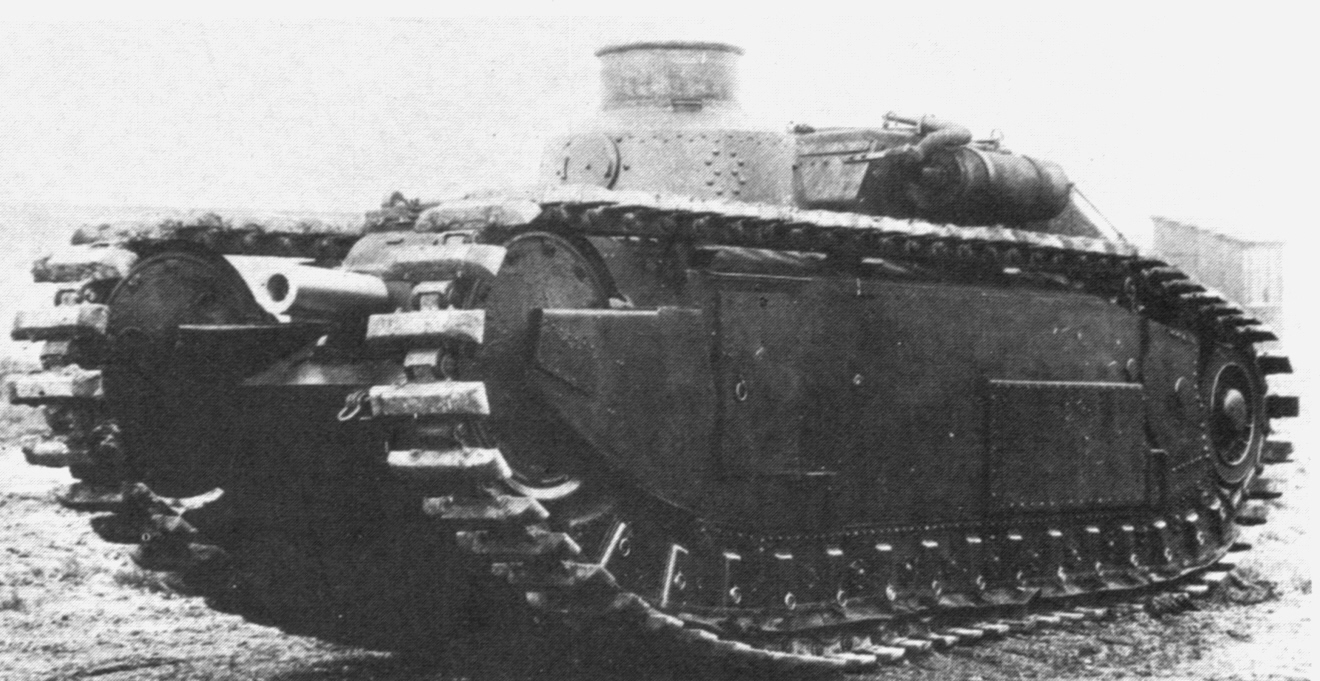
Le FCM-21.

#### Tests et débuts du B1
Le premier de tous les chars B, le no 101 produit par Renault avec un blindage en acier doux, est fini en 1929. Il devient dès lors le banc d'essai de toutes les améliorations étudiées sur les chars de la série. Les deux autres sont terminés l'année suivante et, après la mise au point du refroidissement et de la transmission, les trois chars sont regroupés en octobre 1931, au sein d'un détachement d'expérimentation. Après quoi, ils font le trajet de Rueil jusqu'au camp de Mourmelon puis, après des manœuvres et un examen par une commission dirigée par le général Delalain, en reviennent, le tout par leurs propres moyens, parcourant en tout près de mille kilomètres, sans autres incidents que la panne et le changement du système Naëder de l'un entre eux. Les deux années suivantes, les trois chars participent à d'autres manœuvres et font de nombreux adeptes, comme le général Dufieux et le colonel Delestrain. Une première commande de sept chars avec un blindage de 40 mm, envisagée dès 1932, n'est finalement signée qu'en mars 1934, à cause des discussions portant sur le prix relativement élevé de 2 millions de francs français et la répartition des commandes entre les différentes sociétés. En plus de leur blindage plus épais, ces chars embarquent un nouveau canon de 75 mm, conçu par l'atelier de construction de Bourges, une nouvelle tourelle APX-1 avec un canon de 47 mm SA34, et un moteur plus puissant. Ils sont livrés au mois d'avril de la même année et rejoignent alors les no 102 et no 103, au sein du 511e régiment de chars de combat, basé à Verdun. La livraison de la commande suivante, portant sur vingt exemplaires et son additif de cinq véhicules, est retardée jusqu'en 1936 pour être pourvue de pièces de blindage coulées, d'une modification du bronze employé dans la fabrication de l'appareil Naëder, et à cause des mouvements sociaux précédant le Front populaire. Au 9 juin 1936, 34 chars B1 sont en service dans l'armée française.

#### Améliorations et production du B1 bis

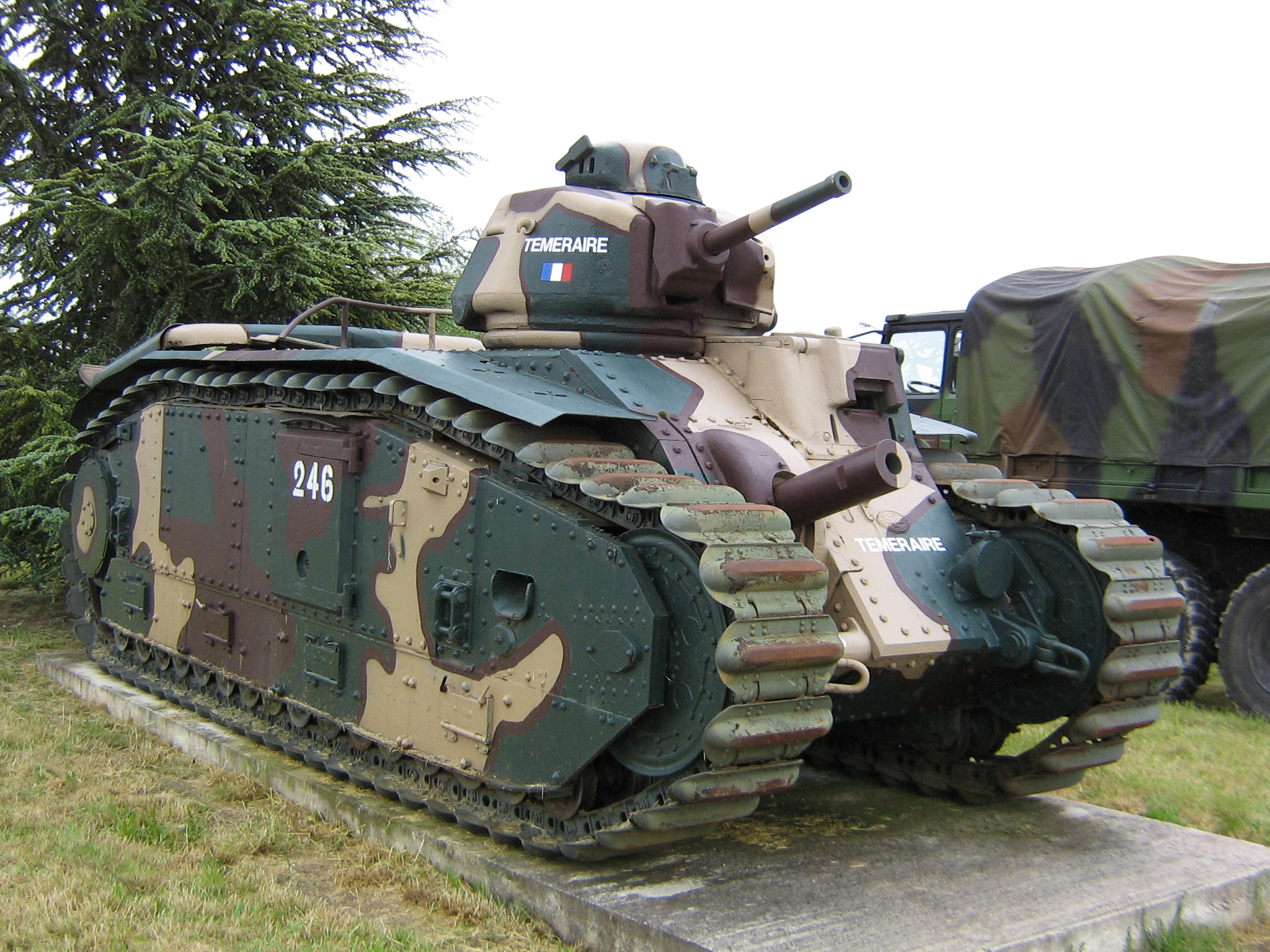
B1 bis « Téméraire » au camp de Mourmelon, dans la Marne.

En 1937, de nouvelles commandes sont passées pour une version améliorée dont le blindage et les capacités antichars sont améliorés: le B1 bis. Le moteur Renault développe maintenant 300 chevaux, le blindage passe à 60 mm à l'avant et à 55 mm sur les flancs, comme préconisé par le général Velpry, alors inspecteur des chars, qui craint les nouvelles armes antichars ayant commencé à apparaître, en particulier lors de la guerre d'Espagne. Est installée la nouvelle tourelle APX-4 qui, armée d'un canon de 47 mm SA35, ajoute enfin au char une réelle capacité antichar. La masse du véhicule passe de 28 à 31 tonnes. L'autonomie surtout, en souffre, bien qu'elle puisse atteindre 180 kilomètres à basse vitesse avec les 400 litres des trois réservoirs mais, à la vitesse de 20 km/h, elle n'est plus que de six heures soit 120 kilomètres. Mais en situation de combat, en tout terrain, l'autonomie devenait très faible et complètement dérisoire, à tel point que plusieurs offensives en mai et juin 1940 sont arrêtées faute d'une autonomie suffisante. De plus, faire le plein de 400 litres est long car l'armée française utilise des fûts de 200 litres, beaucoup trop lourds et difficiles à manier, compliquant encore les services d'intendance. À l'opposé, les Allemands utilisent des jerricans de 20 L faciles à transporter et à manier, et leurs chars sont moins gourmands car beaucoup moins lourds. Des essais avec une remorque spéciale, contenant 800 litres de carburant supplémentaires sont menés, mais leur emploi est abandonné, sûrement à cause du danger de transporter du carburant en dehors du blindage.
Pour répondre à la demande plus importante de refroidissement du moteur, la grille latérale du ventilateur est agrandie. Certains y ont vu un point faible du char (les servants des Panzerabwehrkanone allemands (canons antichar) s'efforçant d'y placer leurs obus)[réf. nécessaire]. Cette assertion, basée sur un événement réel au cours duquel trois canons de 37 mm mirent hors de combat deux B1 bis, près de Stonne, le 16 mai 1940, semble peu fondée car la grille avec ses barreaux en V d'acier épais de 28 mm, n'était pas théoriquement plus vulnérable que les flancs de 55 mm et était capable de résister aux canons de 20 mm et 37 mm allemands[réf. nécessaire]. En réalité, seul un B1 bis fut mis hors de combat de cette manière, les fragments de l'obus endommageant le moteur par ricochets, le char fut par ailleurs réparé et repartit au combat.
En cours de production, le B1 bis bénéficie d'améliorations progressives, du no 306 au no 340. L'emport initial d'obus de 47 mm est de 62, celui du nombre de cartouches de 7,5 mm est lui de 4 800. Ils passent alors respectivement sur les modèles suivants à 72 obus et 5 250 cartouches au début de 1940. Le poste de radiotéléphonie ER-53 ne permettant que des liaisons en morse, cède la place à un ER-51 modèle 38 permettant des liaisons en phonie. Les chars de commandement au niveau de la compagnie et du bataillon reçoivent en prime un ER-55, pour communiquer avec leurs supérieurs. Enfin, en juin 1940, les derniers exemplaires produits reçurent un réservoir supplémentaire de 170 litres.
Les commandes sont passées pour ce nouveau modèle, dès 1937, avec 35 B1 bis pour le 510e RCC (livrés en 1938), puis 35 autres, en 1938, pour le 508e RCC, 70 en 1939, pour le 512e RCC et un bataillon de marche[Lequel ?]. Après la déclaration de guerre, les commandes affluent, si bien qu'à l'armistice, elles totalisent 1 144 exemplaires. Ce chiffre est bien loin d'être honoré par l'industrie, qui réussit en tout et pour tout à produire 35 chars B1 et 369 B1 bis soit un total de 404 chars. Avant le 1er septembre 1939, seuls 129 B1 bis ont été livrés, suivis de 61 de plus en novembre 1939. Les efforts de mobilisation industrielle de la 12e direction de l'armée ne portent leurs fruits que par la suite, les cadences mensuelles passent de trois à neuf chars, entre 1937 et 1939, et finissent par atteindre un chiffre remarquable, vu la complexité du char, en mai 1940, avec 41 véhicules.
La production doit originellement encore augmenter à partir de l'été 1940, grâce au remplacement du B1 bis, par un nouveau modèle, le B1 ter, dont la production est grandement simplifiée par l'abandon du système Naëder, pour un canon de 75 mm, orientable sur dix degrés. Le B1 ter est prévu avec des blindages latéraux de 70 mm en forme de V, des chenilles protégées par un tunnel en blindage moulé et une nouvelle boîte de vitesses mécanique, beaucoup moins encombrante. Cependant, les études commencées dès 1935 sont retardées à plusieurs reprises. Le prototype, apparu en retard du fait des grèves, est présenté avec une tourelle de B1 bis, la sienne n'étant prête qu'en 1937. Le premier exemplaire de présérie, construit par ARL, sort en 1939. Il est évacué en 1940 à Saint-Nazaire, en compagnie du second assemblé à l'usine Fives-Lille, mais les deux chars disparaissant lors du torpillage du navire qui les évacuent vers l'Afrique du Nord. Seul survécut le troisième exemplaire en cours de montage chez FCM, qui fut caché aux commissions d'armistice, et servit à des expérimentations en zone libre[réf. nécessaire]. Un projet amélioré, le B40, avec un blindage de 80 millimètres, lui aussi envisagé, est abandonné et le train de roulement lui étant destiné est finalement donné en 1944 à la production du char ARL 44.

## Histoire opérationnelle

### Bataille de France

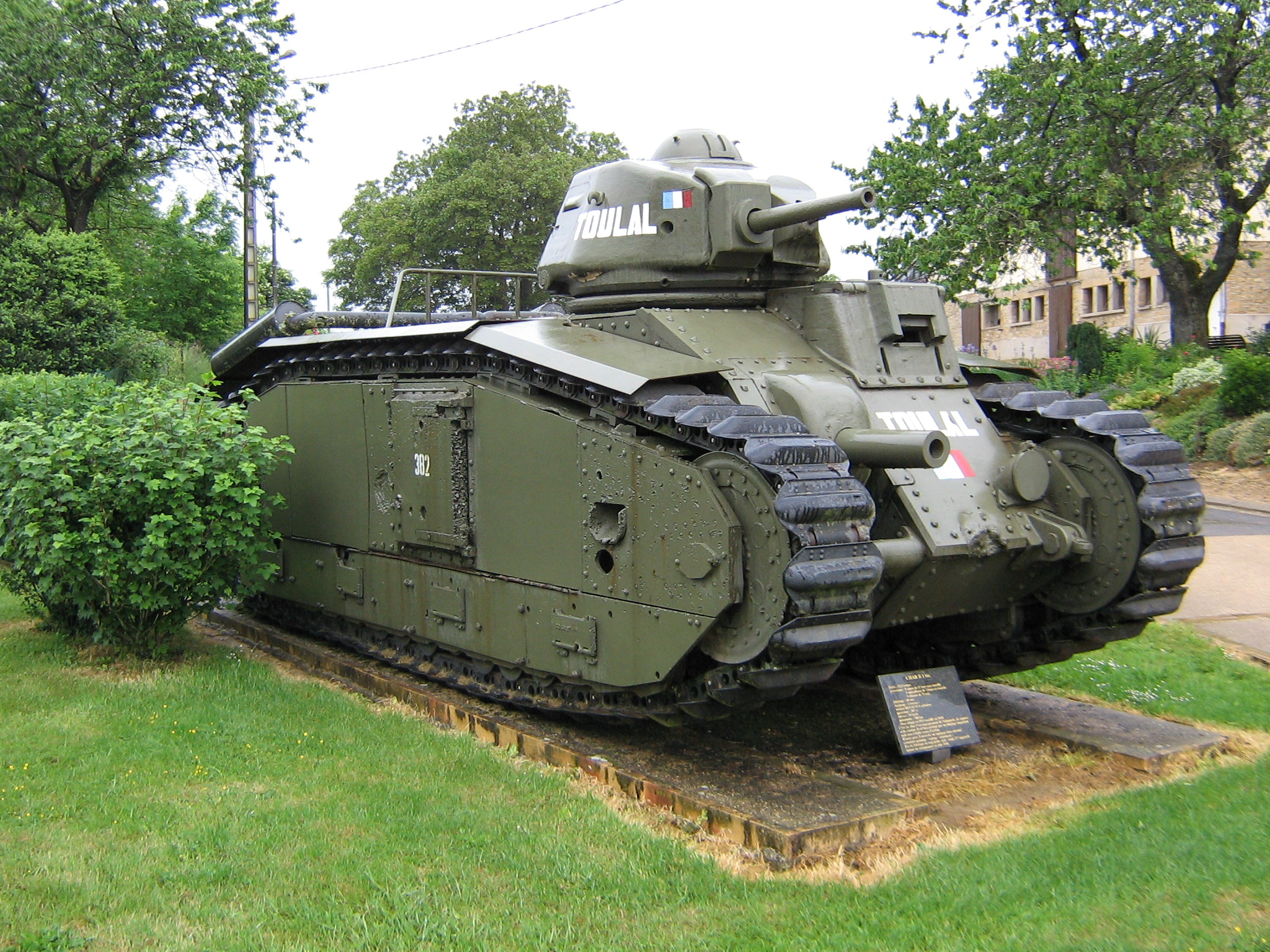
Le B1 bis « Toulal » (382) reconstitué en mémoire de celui ayant combattu lors de la bataille de Stonne en mai 1940.

Les chars B1 ont pour mission, en temps de guerre, d'attaquer les zones fortement fortifiées par l'adversaire. Pour ce faire, ils sont regroupés au sein d'unités formées à la mobilisation, les divisions cuirassées (DCr), qui restent à la disposition du grand quartier général pour mener des attaques planifiées contre les défenses adverses, en coopération avec les divisions d'infanterie. Ce type de division blindée n'est pas conçu pour une guerre de mouvement, menée de façon autonome, comme l'étaient les panzerdivision en Allemagne. Ce rôle est confié, en France, aux divisions de la cavalerie en cours de motorisation, les divisions légères mécaniques (DLM), dotées de chars moyens et légers. Les DCr manquent cependant cruellement d'appui pour faire opérer leur chars : peu d'infanterie et de génie d'accompagnement, lesquels étaient de toute façon embarqués sur des camions[Information douteuse]. Les services ne sont pas dimensionnés pour opérer en avant, dans la profondeur du dispositif adverse, mais pour mener des attaques à but tactique, en soutien de certains corps d'armée. Une fois une percée assurée, son exploitation est confiée à la cavalerie ou à l'infanterie ; la DCr engagée est alors recomplétée, et renvoyée vers l'arrière pour être réengagée ailleurs. Mais, en mai 1940, le front stable que nécessite cette doctrine n'existe pas, et les DCr sont donc engagées dans un rôle pour lequel elles ne sont pas conçues[réf. nécessaire].

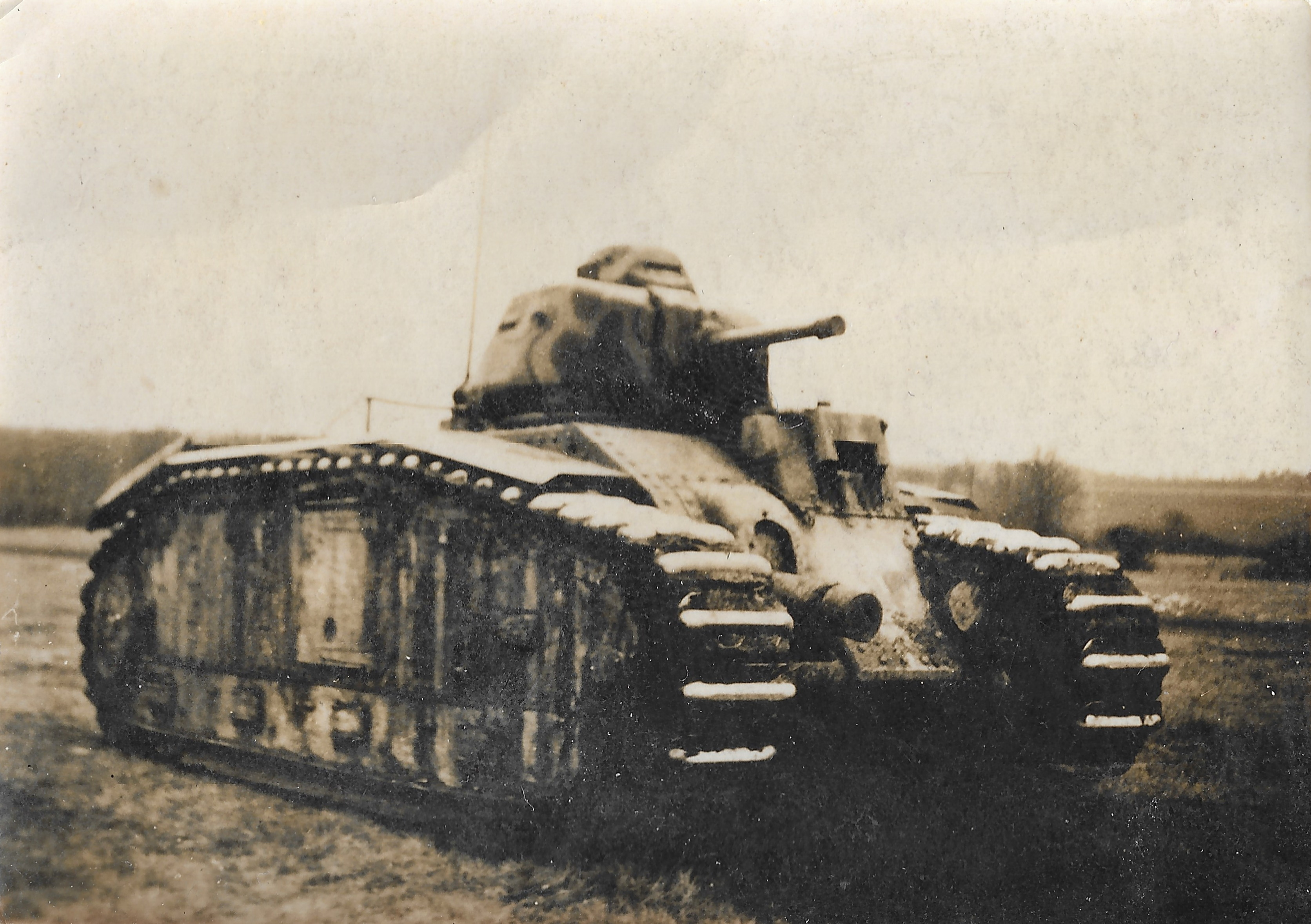
Un char B1 bis à Aubigny-sur-Nère, Cher en juin 1940.

En septembre 1939, quatre bataillons sont équipés de chars B1:
- 8e bataillon de chars de combat, 211 COCHINCHINE , 219 OUESSANT , 220 PARIS , 222 ROUEN , 223 LILLE  , 226 TOULOUSE , 229 BREST  , 232 AMIENS , 236 GLORIEUX , 237 HEROS  , 238 HARDI , 239 IMPETUEUX , 240 INDOMPTABLE  , 241 TRIOMPHANT  , 242 VICTORIEUX  , 243 INTREPIDE  , 244 AUDACIEUX  , 245 LUNEVILLE , 246 TEMERAIRE  , 247 REDOUTABLE  , 248 COURAGEUX  , 249 RAPIDE , 250 ADROIT  , 251 FANTASQUE , 253 TROMBLON , 255 CORSAIRE  , 256 PIRATE , 259 TERRIBLE , 260 OURAGAN , 261 TROMBE  , 263 SIROCCO , 268 ECLAIR , 269 TONNERRE  , 270 TYPHON , 402 VILLERS BRETONNEUX
- 15e bataillon de chars de combat créé fin août 1939 à Nancy: 201 FRANCE , 202 ALGÉRIE , 203 MAROC , 204 TUNISIE , 205 INDOCHINE , 206 MADAGASCAR , 207 MARTINIQUE , 208 GUADELOUPE  , 209 SENEGAL , 210 TONKIN , 212 CAMBODGE , 213 AQUITAINE , 214 CORSE , 215 SAVOIE , 216 ANJOU , 217 CANTAL , 218 VOSGES , 221 LYON , 224 BESANCON  , 225 GRENOBLE , 227 BORDEAUX, 228 NANTES , 230 RENNES , 233 NICE, 234 MARSEILLE , 235 TOULON , 252 FLAMBERGE , 254 BOMBARDE  , 257 BOURRASQUE  , 258 FOUDROYANT  , 262 TRAMONTANE , 265 MISTRAL , 266 TORNADE , 267 TEMPETE
- 28e bataillon de chars de combat: 430 DESAIX  , 431 BONAPARTE  , 434 ? , 458 ? , 459 ? , 460 ? , 461 VAUBAN , 462 ? , 463 DAVOUT , 469 Verdun II , 470 CONDE , 471 ? , 472 ? , 473 ? , 487 ? , 488 ? , 491 ? , 492 JEAN BART , 510 GASTON DE FOIX  , 511 DUGUESCLIN , 513 ? , 514 KELLERMAN , 523 HOCHE , 531 ? , 532 D'ASSAS  , 533 ? , 534 BUGEAUD , 535 ? , 536 MARCEAU , 537 ? , 538 ? , 539 ? , 739 CAMBRONNE , 856 LANNES , ? AUGEREAU , ? AUMALE , ? BARAGUAY , ? BERTHIER , ? DROUOT , ? GALLIENI , ? JOURDAN , ? KLEBER , ? MURAT , ? NEY , ? SUFFREN , ? SURCOUF , ? TURENNE , ? VILLARS , ? BAYARD , ? MASSENA , ? CHANZY , ? CANROBERT
- 37e bataillon de chars de combat formé le 23/08/1939 a Verdun sur chars B1 et rééquipé en B1 bis le 02/05/40: 306 SEINE , 307 LOIRE , 308 GARONNE , 309 RHONE , 310 MEUSE , 312 ADOUR  , 313 ESCAUT , 318 SAONE  , 319 AIN  , 321 ISERE , 323 VAR , 324 GARD , 325 HERAULT  , 329 ALLIER  , 330 CHER , 331 INDRE , 332 MARNE , 334 OURQ  , 335 OISE , 401 BEARN II , 407 SOUAIN , 408 YPRES , 409 YSER , 438 GUEPRATTE , 439 GUYNEMER , 448 NANCY II , 449 BELFORT II , 451 POITOU II , 453 BRETAGNE II  , 454 JURA II  , 467 NIVERNAIS II , 468 VENDEE II

Chacun avec 34 chars, le dernier est équipé de la première version du char, les autres mettant en ligne des B1 bis. Le 16 janvier 1940, ils forment la base pour la création des deux premières divisions cuirassées, la 1re et la 2e, dont ils constituent la première demi-brigade de chars. Le 20 mars, la troisième DCr est créée avec, entre autres, deux bataillons de B1 bis formés à Bourges (15 B1 bis issus de ces deux formations se sacrifient au Nord de Vadenay le 12 juin 1940 pour freiner l'avance allemande):
- 41e bataillon de chars de combat : 231 DIJON , 311 RHIN  , 314 SAMBRE , 315 MEURTHE , 316 MOSELLE , 317 DOUBS  , 320 DROME  , 322 DURANCE , 326 DORDOGNE , 327 LOT , 328 TARN  , 333 VIENNE , 336 YONNE , 337 EURE , 338 CHARENTE , 339 AISNE  , 340 SOMME , 341 VOUGEOT  , 342 CORTON , 344 VOLNAY  , 345 BEAUNE , 346 MEURSEAULT  , 350 FLEURIE , 351 MUSCADET , 352 VOUVRAY , 353 BOUZY  , 365 BARSAC , 366 GRAVES  , 369 CORBIÈRES , 370 PINARD  , 372 VERTUS , 373 TREPAIL    , 374 VILLERS MARMERY , 375 CHATEAUNEUF DU PAPE , 377 VAUQUOIS , 386 AIT-SOUALA    , 388 ARLAY    , 397 TAVEL     , 419 BAYARD
- 49e bataillon de chars de combat :343 POMMARD , 347 MERCUREY , 348 POUILLY , 349 CHABLIS , 353 BOUZY  , 354 CHINON , 356 RICQUEWIHR , 357 RIBAUVILLE , 360 TRAMINER  , 361 SILVANER , 362 COTES DU RHONE  , 364 STAOUELI    , 367 MEDOC  , 368 GAILLAC , 376 TAHURE , 378 CHAMBERTIN     , 379 MAURY     , 381 IROULEGUY     , 382 TOULAL  , 385 THIAUCOURT  , 386 AIT-SOUALA    , 387 BENI SNASSEN     , 389 MONTBAZILLAC      , 393 FRONTIGNAN    , 394 PAUILLAC    , 395 BANYULS   , 396 HERMITAGE    , 397 TAVEL     , 411 ARMAGNAC     , 413 St PERAY     , 415 QUINCY      , 416 HAUTVILLERS

Une quatrième DCr est en cours de formation au moment de l'attaque allemande, comprenant deux nouveaux bataillons équipés de B1 bis levés respectivement à Bourges et Vanves (La 4e DCr est confiée au colonel de Gaulle): 
- 46e bataillon de chars de combat 34 B1bis: 363 BEAUJOLAIS     , 384 SAINT MICHEL , 390 MONTFAUCON , 391 CRAONNE , 392 MONT CORNILLET , 398 BERRY AU BAC  , 399 SAMPIERO CORSO  , 400 QUEANT-DROCOURT , 406 BEAUMANOIR , 412 JOFFRE , 414 MARECHAL PETAIN , 417 ALBERT 1er , 420 DUGUESCLIN , 421 VAUBAN , 440 CHEF DE BATAILLON BOSSUT  , 441 GENERAL MONHOVEN , 442 Lieutenant DE GISSAC , 444 CHASSEUR ENTZIGER , 450 D'ARTAGNAN , 455 CAMBRONNE , 464 ARAMIS  , 465 ATHOS , 466 PORTHOS , 474 ARMOR  , 475 GASCOGNE , 476 BOURNAZEL , 481 VERCINGETORIX  , 482 MANGIN , 483 JEAN BART , 484 LYAUTEY    , 485 MAGINOT
- 47e bataillon de chars de combat 18 B1bis :

358 JURANCON  , 380 MALMAISON  , 383 KEMMEL , 403 CRÉCY AU MONT , 404 CROUY , 405 PETIT VERLY , 410 DARDANELLES , 418 MANGIN , 422 TURENNE , 424 RICHELIEU , 425 JEANNE D'ARC , 426 VERCINGETORIX , 435 JEAN BART , 436 TOURVILLE , 437 SURCOUF , 443 MARECHAL DES LOGIS DUMONTIER , 446 JEMMAPES  , 447 VALMY , 456 MARENGO , 457 LODI , 477 CONDE , 478 EYLAU , 479 ULM , 490 RIVOLI , 503 ? , 504 ? , 505 ? , 506 ? , 509 FRIEDLAND , 512 ARCOLE 

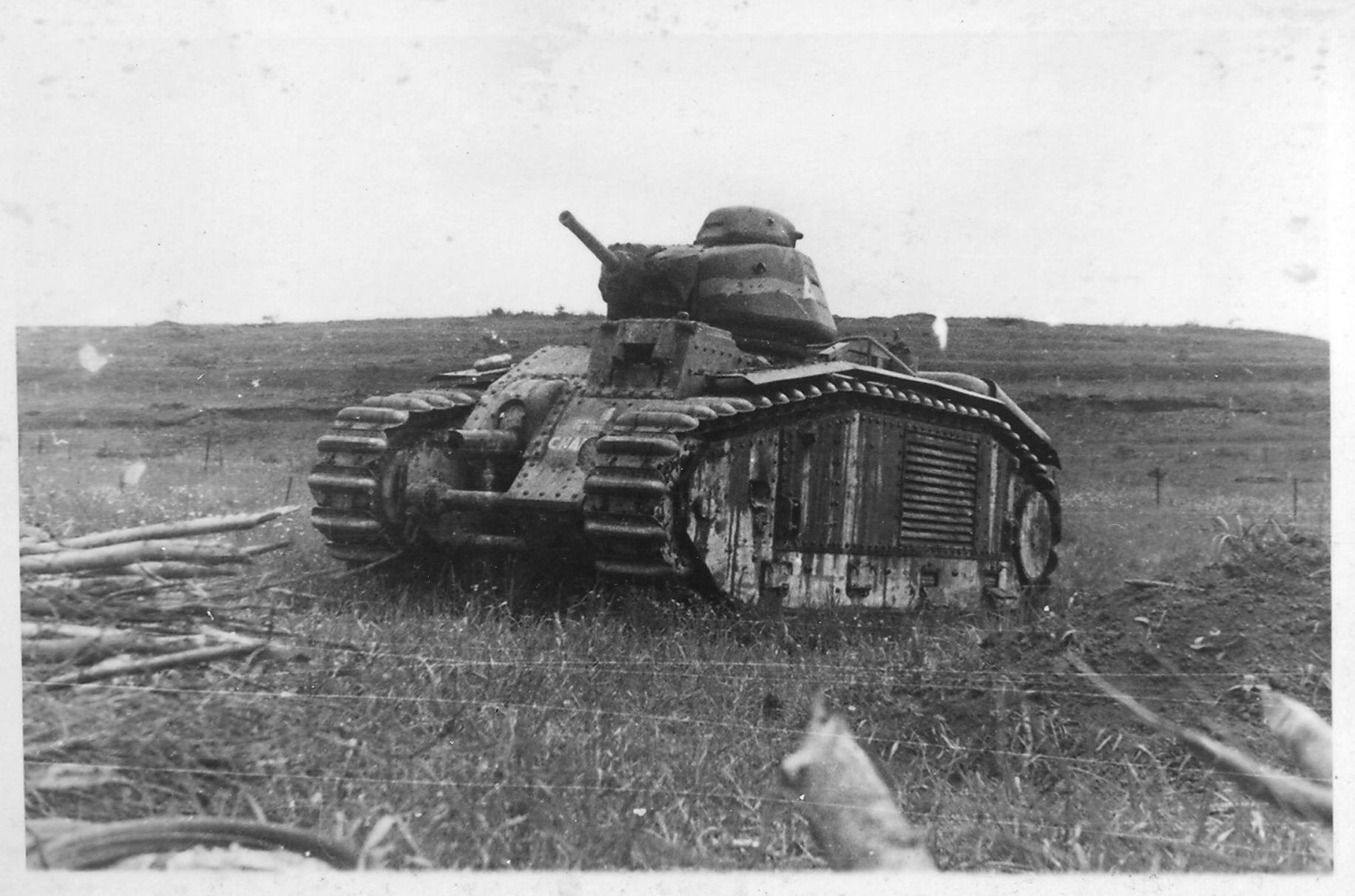
Char de Bataille B1 bis CHARENTE du 41e bataillon de chars de combat, abandonné le 18 mai 1940 dans la commune d'Olizy-sur-Chiers, Meuse après une contre-attaque ratée visant à dégager l'Ouvrage de La Ferté

Bien qu'engagé en urgence, et dans un rôle pour lequel il n'a pas été conçu, le B1 bis pose de nombreux problèmes aux troupes allemandes, son épais blindage résistant à toutes les armes antichar. L'armée allemande doit alors improviser pour le mettre hors de combat, en utilisant leurs pièces d'artillerie en tir tendu, en particulier les canons antiaériens de 88 mm (Le B1 bis nommé Jeanne d'Arc, par exemple, encaisse 90 impacts d'antichars avant d'être incendié par un 88). Malgré cette large supériorité, tous les défauts du B1 bis et des divisions cuirassées empêchent la relative impunité des B1 d'avoir une influence sur le cours de l'offensive allemande, les offensives des chars lourds n'étant pas exploitées faute de véhicules de transport, et à cause de l'énorme consommation de ce char[réf. nécessaire].
La faible autonomie des B1 bis, aggravée par la faiblesse des services de ravitaillement des DCr, provoque l'abandon de nombreux véhicules à court d'essence, auxquels s'ajoutent ceux victimes de pannes mécaniques, en particulier à cause du système Naëder se déréglant vite et sujet aux fuites d'huile. Dépassées en nombre[réf. nécessaire], les DCr sont forcées à reculer et doivent de ce fait abandonner de nombreux véhicules en panne, qu'elles ne peuvent ni réparer, ni ravitailler. De plus, l'efficacité du B1 bis sur le terrain est grandement compromise en raison d'une répartition d'armement peu logique. Les équipages, confrontés à des tâches complexes, doivent être hautement expérimentés. Même dans ce cas, il est très difficile pour le chef de véhicule d'observer convenablement la situation pour anticiper les menaces contre le char, surtout sans une infanterie nombreuse. Les chasseurs portés, dont c'est le rôle mais qui ne sont déployés qu'à raison d'un bataillon par DCr manquent cruellement de camions[réf. nécessaire] : ils montent au front à pied donc arrivent toujours trop tard. Dernière faiblesse, les matériels de communication est d'assez mauvaise qualité, les équipages disposent soit du poste ER53, transmettant en morse, soit du ER51 modèle 38 en phonie, mais ce dernier est quasiment inemployable dans l'ambiance sonore du char, poussant les équipages de la 1re DCr à conserver les postes originaux.

#### Bataille de Stonne
Les combats s’engagent le 14 mai aux alentours la petite ville de Stonne dans les Ardennes, située au sud de Sedan, prise le 13 mai par les Allemands.
Stonne est un verrou stratégique car il permet l’accès aux routes vers Paris, vers le centre et le sud de la France. Les Français disposent de 42 500 hommes et de 130 chars dont 70 chars B1-bis face aux 90 000 hommes et 280 chars ennemis (6 bataillons de chars soit au 10 mai 1940 157 Panzer I et II, 90 Panzer III et IV, 18 chars de commandements).
L’affrontement est à la fois brutal et meurtrier, causant la disparition de 7 500 hommes Français (tués et blessés), de 26 500 hommes Allemands (tués et blessés) et entraînant la destruction de 33 chars français et de 24 chars allemands.
Le XIX. Armee-Korps (mot.) de Heinz Guderian (dépendant de la Panzergruppe von Kleist) traverse la Meuse autour de Sedan dans l'après-midi du 13 mai 1940 avec trois divisions blindées face au 10e corps d'armée français (Xe CA du général Grandsard, relevant de la 2e armée de Charles Huntziger). Les Allemands forment une tête de pont qu'ils étendent encore pendant la nuit, à l'aube du 14 celle-ci est comprise entre les rivières Bar et Ennemane, profonde jusqu'au sud du bois de la Marfée, sur la ligne d'arrêt.
Les Français se préparent à contre-attaquer pour le lendemain 14 mai afin de repousser les Allemands de l'autre côté de la Meuse. La 2e armée prévoit ainsi que ce soit le fait de sa réserve : le XXIe corps d'armée (XXIe CA, de Jean Flavigny) qui dispose de la 3e division cuirassée (3e DCr). De son côté le Xe CA s'apprête à mener sa propre contre-attaque, mais sans coordination aucune avec celle du XXIe, alors qu'ils se fixent les mêmes objectifs : en effet la 2e armée semblant estimer le Xe CA comme n'étant plus opérationnel, n'a pas tenu compte de sa présence pour préparer l'attaque du XXIe CA,. Pourtant, seule l'attaque du Xe CA a lieu, mais elle échoue. Le XXIe CA qui a subi de nombreux retards (notamment du fait de la lenteur des transmissions) pour gagner le front voit son attaque finalement annulée, manquant selon l'auteur allemand Karl-Heinz Frieser l'occasion idéale. Le XXIe CA se place alors en défense face à la tête de pont allemande, les chars sont ainsi dispersés pour constituer des « bouchons »,.
La tête de pont allemande de Sedan s'est agrandie dans la journée du 14 mai vers le sud, sous l'impulsion de Guderian qui fait pousser la 10e Panzerdivision (de Ferdinand Schaal) et l'Infanterie-Regiment Grossdeutschland (IRGD) vers le sud, tandis que ses deux autres divisions blindées traversent la Bar et le canal des Ardennes, le XIX. Armee-Korps (mot.) se réorientant vers l'ouest, son objectif lointain étant la mer. Toutefois les Allemands ont bien détecté les blindés du 21e CA qui constituent une menace sur le flanc de la progression de leur corps d'armée.
Le 14 mai 1940 au soir, Guderian fixe les ordres pour le lendemain à la 10. Panzer-Division et à l’IRGD : ces unités doivent atteindre et tenir « la ligne canal des Ardennes - Stonne - Meuse au sud de Villemontry » afin de protéger le flanc sud de son corps d'armée qui progresse vers l'ouest. Par ailleurs, ces unités passent temporairement — le temps que les blindés français ne représentent plus un danger sur le flanc sud — sous contrôle du XIV. Armee-Korps (mot.) (de Gustav Anton von Wietersheim) qui relève le XIX. Armee-Korps (mot.) dans la tête de pont de Sedan pendant que celui-ci poursuit l'offensive vers l'ouest,.
Par cet ordre, cette volonté de pousser vers le sud alors que l'offensive principale est orientée vers l'ouest, Guderian s'oppose à ce qui a été planifié, et ainsi à ses supérieurs, comme Ewald von Kleist qui prévoyait de s'arrêter sur la ligne Noyers-Pont-Maugis - Chéhéry. Si Guderian tient tant à ce que les Allemands prennent et tiennent les hauteurs de Stonne, c'est non seulement pour que la tête de pont soit suffisamment grande pour l'écoulement des troupes et profonde (deux à trois fois plus profonde) pour éviter les tirs d'artillerie française sur les points de franchissement sur la Meuse, mais c'est aussi qu'il a dans l'esprit le plan opérationnel proposé par Erich von Manstein, qui prévoyait une défense active, par l'offensive, du flanc sud de l'attaque, et non passive comme ce qui était prévu par le plan final de Fall Gelb qui n'a pas retenu cet aspect des idées de Manstein. Cette défense par l'attaque doit ainsi empêcher la contre-attaque française contre la tête de pont.
Au soir du 18 mai, les Français tiennent toujours tête à dix divisions d’infanterie, stoppant net leur avancée. Le général Heinz Guderian est furieux car les Français viennent de menacer le 19e corps d’armée allemand. Mais les Français ne contre-attaquent pas, perdant l’occasion de transformer le statu quo en victoire. Du 19 au 22 mai, un calme relatif règne sur la zone avant une reprise des combats, de manière sporadique.
Les unités françaises sont usées par l’engagement incessant. L’état-major doit aussi tenir compte de l’évolution de la situation sur le reste du front. Finalement, les troupes françaises reçoivent l’ordre d’évacuer leurs positions le 25 mai.

#### Bataille de Flavion
La bataille de Flavion est un combat opposant des unités blindées françaises et allemandes le 15 mai 1940 autour de Flavion et de Florennes, près de Charleroi en Belgique.

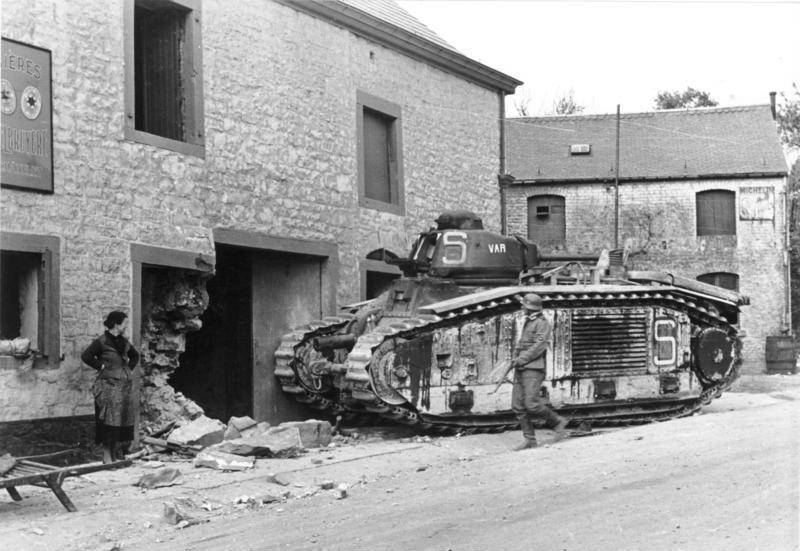
Char français B1 bis, baptisé « Var », du 37e BCC abandonné sur panne à Ermeton le 14 mai 1940 à la veille de la bataille.

L'enjeu pour les Français est la résorption de la tête de pont de Dinant établie par les Allemands depuis deux jours, ou au moins de stopper son extension. Mais la bataille de Flavion se solde par la destruction rapide des unités blindées françaises engagées, mettant en exergue leurs défauts par rapport à leurs homologues allemandes : inadéquation du ravitaillement, coopération interarmes insuffisante, faiblesses des transmissions (notamment la radio dans les chars) malgré les qualités certaines des blindés français,.
La 1re division cuirassée (1ère DCR) comprend:
- La 1re demi-brigade lourde :
  - le 28e bataillon de chars de combat (28e BCC, 35 chars Renault B1-bis) ;
  - le 37e bataillon de chars de combat (35 chars Renault B1-bis) ;

- 3e demi-brigade légère :
  - 25e bataillon de chars de combat (45 chars Hotchkiss H-39) ;
  - 26e bataillon de chars de combat (45 Hotchkiss H-39)

La XV. Armee-Korps (mot.) comprend:
- La 5. Panzer-Division:
  - Panzer-Regiment 15 (ne participe pas à la bataille étant encore sur la rive orientale de la Meuse[23])
  - Panzer-Regiment 31 (2 bataillons de chars soit au 10 mai 1940 : 105 Panzer I et II, 44 Panzer III et IV, 11 chars de commandements[25])
- 7. Panzer-Division
  - Panzer-Regiment 25 et Panzer-Abteilung 66 (3 bataillons de chars soit au 10 mai 1940 : 102 Panzer I et II, 91 Panzer 38(t), 24 Panzer IV, 8 chars de commandements[26])

Situation générale le 14 mai 1940 au soir des 1re, 9e, et 2e armées françaises attaquées par les corps blindés allemands, avec le mouvement de la 1re DCr pour réduire la tête de pont établie par Hoth.

Ainsi, la Gruppe Hoth (XV. Armee-Korps (mot.) du général Hoth) traverse le fleuve (face à la 9e armée française du général Corap) au niveau de Houx et Bouvignes (situés au nord de Dinant), établissant le 13 une tête de pont profonde jusqu'à Haut-le-Wastia et Onhaye, repoussant devant lui le 11e corps d'armée français du général Martin et le 2e corps d'armée.
La Gruppe Hoth est constituée de deux divisions blindées : au nord la 5e Panzerdivision de Max von Hartlieb-Walsporn, au sud la 7. Panzer-Division d'Erwin Rommel. Le lendemain, bientôt flanquées par les divisions d'infanterie qui arrivent peu à peu sur la Meuse, les divisions de Hoth cherchent à progresser vers l'ouest : la 5. Panzer-Division progresse peu dans cette direction mais la 7. Panzer-Division avance jusqu'à Anthée, au sud-est de Flavion et menace de percer sur la route de Philippeville.
Le 15 mai à l'aube, la 1re division cuirassée est déployée face à l'est avec sa demi-brigade lourde en avant, le 37e BCC étant au sud d'Ermeton tandis que le 28e BCC est au nord de Flavion. La demi-brigade légère (les chars H39) est placée en retrait, le 26e BCC au sud-ouest de Stave et le 25e BCC au nord de Corenne. Enfin, le bataillon d'infanterie (5e BCP) et les groupes d'artillerie (305e RATT) sont à l'arrière près de Florennes, le PC divisionnaire est à Stave.
En raison du retard du train de ravitaillement, seul le 37e BCC a pu se ravitailler en essence dans la nuit. Les chars des autres bataillons devront faire le plein pendant des combats. Ce manque de carburant ne permet pas à la 1re DCr d'appliquer l'ordre venant du général Martin de se tenir plus en retrait à l'ouest, seul le 305e RATT se replie vers Erpion à l'exception temporaire de la 7e batterie.
La première unité allemande qui arrive au contact des unités françaises au petit matin est le Panzer-Regiment 25 de la 7. PzD, qui venant de Morville rencontre le 28e BCC autour de Flavion : les blindés légers allemands ne faisant pas le poids face aux B1-bis, les Allemands engagent leurs canons antichars pour se défendre. Par ailleurs les chars du 28e BCC, faute de carburant en quantité suffisante, ne peuvent empêcher la progression de la 7. PzD vers Philippeville. Celle-ci menace ainsi le 25e BCC de débordement, qui se replie donc, mettant de fait le 28e BCC dans une situation similaire ; la 2/28e BCC contre attaque alors mais échoue face au nombre, le 28e BCC doit se replier à son tour. Ses chars, n'ayant plus de carburant, se fixent sur des hauteurs d'où ils tiennent en respect les Allemands.
Le général Bruneau envoie la 2e compagnie (douze chars) du 37e BCC en renfort auprès du 28e, mais elle est bloquée au sud de Biert de front par les chars de la 7. PzD et attaquée de flanc par ceux du Panzer-Regiment 31 de la 5. PzD : les douze chars français sont perdus.
Pressé de poursuivre vers l'ouest, le général Hoth donne l'ordre à la 5. PzD de s'occuper de la division française, tandis que la 7. PzD doit se lancer vers Philippeville. La division du général Rommel décroche donc vers le sud-ouest à partir de 10 h, défilant à côté du dispositif français qui la tient encore en partie sous son feu, malgré l'intervention de l'artillerie et de l'aviation allemande. La seule batterie d'artillerie française cause notamment des difficultés aux Allemands, mais faute de nouveaux ordres, elle se replie à 11 h. De son côté, la division du général von Hartlieb-Walsporn se regroupe pour l'assaut : en début d'après-midi, sa Panzer-Brigade 5 est prête.

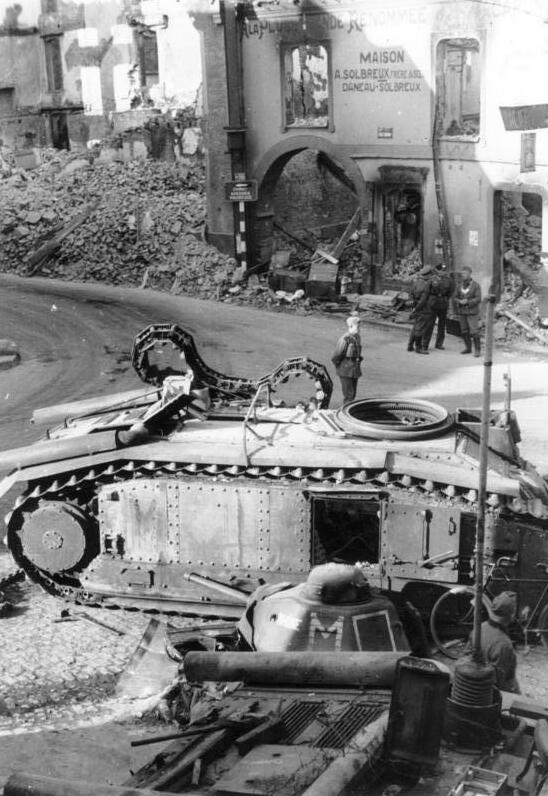
B1 Bis abandonné à Beaumont le 16 mai 1940

Soutenus par les canons antiaériens de 88 mm utilisés en antichars, par les bombardiers en piqué et par l'artillerie de 105 mm divisionnaire, les chars allemands mettent en déroute d'abord le 28e BCC autour de Flavion ; puis c'est au tour des 37e et 26e BCC d'Ermonton à Stave. L'ordre de repli est finalement donné par le général Bruneau à 16 h. La 1re DCr a perdu dans l'affaire la majorité de ses chars : par exemple le 28e BCC perd 22 de ses 35 B1-bis dans la journée, soit mis hors de combat par les Allemands, soit en panne sèche (dans ce cas incendiés lors des replis) ; le 35e BCC perd ses derniers chars à Beaumont le lendemain. Seul le 25e BCC a été relativement épargné, disposant encore de la moitié de son effectif.
La 1re DCr est contrainte de se replier à l'ouest sur Solre-le-Château. À l'issue de ses combats à Flavion, elle a perdu environ 100 chars, le 28e BCC est anéanti et il ne reste plus qu'une compagnie aux 26e et 37e BCC. De leur côté les Allemands ont perdu entre 60 et 100 chars, 20 automitrailleuses et 20 canons antichars.
Le lendemain, la 1re DCr tente de défendre Beaumont mais doit à nouveau se replier abandonnant la dernière compagnie du 37e BCC, une du 25e BCC ainsi que deux batteries du 305e RA. Le 18 mai, le général Bruneau et une partie de son état-major est capturé à Bantouzelle.
À partir du 31 mai, dans la région d'Esternay à 15 km à l'ouest de Sézanne, le général Welvert reconstitue à partir des débris et de renforts une nouvelle 1re DCr qui sera ensuite redéployée dans l'Oise afin de protéger la 7e armée française.
La victoire des blindés allemands à Flavion leur ouvre la voie vers la frontière française, où ils perceront le secteur fortifié de Maubeuge dans la foulée.

### Saisies allemandes

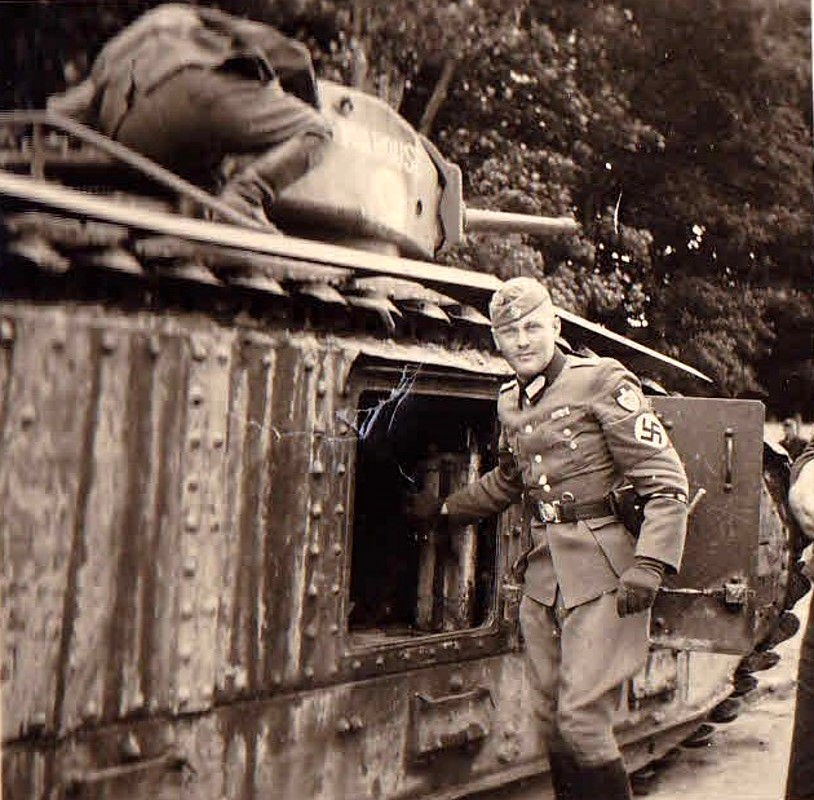
char B1 Mulhouse de la 3/37e BCC, près d'Orléans le 15 juin 1940

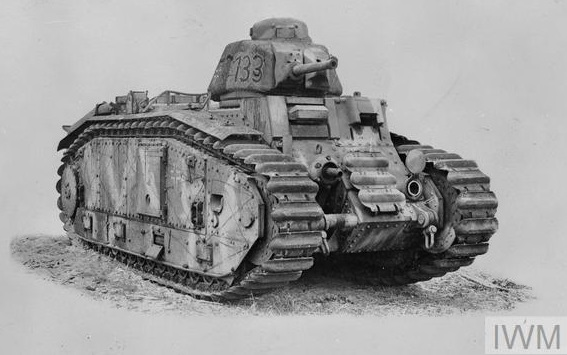
Un Flammwagen auf Panzerkampfwagen B-2 (f).

Après la défaite française, les Allemands récupèrent 161 chars B1 et B1 bis comme Beutepanzer, qu'ils utilisent en juin 1941 au cours de l'opération Barbarossa, mais qu'ils relèguent rapidement à des tâches secondaires : entraînement et opérations de maintien de l'ordre et anti-partisans, sous la désignation de Panzerkampfwagen B-2 740 (f). Ils sont, par exemple, utilisés par la Panzer-Kompanie 12 lors de l'opération Fruška Gora. Soixante de ces chars sont par la suite convertis en chars lance-flammes sous le nom de Flammwagen auf Panzerkampfwagen B-2 (f), et seize autres en canons automoteurs de 105 mm. Certains de ces chars sont ensuite repris par les français, lors de la libération, et réutilisés dans les opérations contre la poche de Royan. Ils sont utilisés ensuite pour l'occupation de l'Allemagne par le 13e régiment de dragons de la 3e division blindée également doté de chars britanniques Cavalier.

## Caractéristiques

### Mobilité

#### Motorisation
Sur le B1 bis, le moteur est un Renault de type aviation renforcé, avec six cylindres en ligne et une cylindrée de 16,5 litres, qui développe 307 chevaux à 1 900 tours par minute. Il est monté au centre du véhicule, juste derrière la tourelle, et est refroidi par un radiateur et un ventilateur, placés sur sa gauche et alimenté en air par une ouverture protégée par des persiennes en blindage. Sur sa droite, une coursive permet à l'équipage d'aller inspecter tous les éléments du moteur et de la transmission. Derrière le moteur, reliée par un coupleur, la boîte de vitesses, avec cinq rapports avant et un arrière, est surmontée par le dispositif hydrostatique Naëder, qui contrôle les différentiels auxiliaires, permettant de faire varier la vitesse de chaque chenille de façon souple et régulière. Deux freins à tambour, sur ces mêmes différentiels, sont utilisés eux aussi pour les changements de direction à plus grande vitesse.

#### Train de roulement
Malgré son emploi lors de la Seconde Guerre mondiale, le B1 présente de nombreuses caractéristiques qui rappellent que sa conception eut lieu à la fin des années 1920. Son train de roulement, par exemple, conçu par FCM, est extrêmement complexe, il enveloppe tout le pourtour de la caisse, comme sur les chars Mark I anglais, ce qui marque la préoccupation de lui donner de bonnes capacités dans un terrain bouleversé, comme celui rencontré lors d'une guerre de tranchées. Bien que présentant une bonne aptitude de franchissement, la taille des chenilles en font une cible de choix, permettant de facilement immobiliser le char. Chaque chenille est guidée, en plus du barbotin et de la poulie de tension, par trois chariots porteurs et quatre galets tendeurs. Chaque chariot comprend quatre roues, regroupées par deux sur un petit balancier, puis par quatre sur un plus grand qui lui, est suspendu à la caisse par un gros ressort vertical. Il bénéficie de caractéristiques inhabituelles, comme la présence d'un ressort sur la poulie tendeuse, ce qui permet de régler la tension de la chenille directement de l'intérieur du véhicule. Il est aussi protégé par le blindage latéral qui est boulonné sur son extérieur.

### Protection

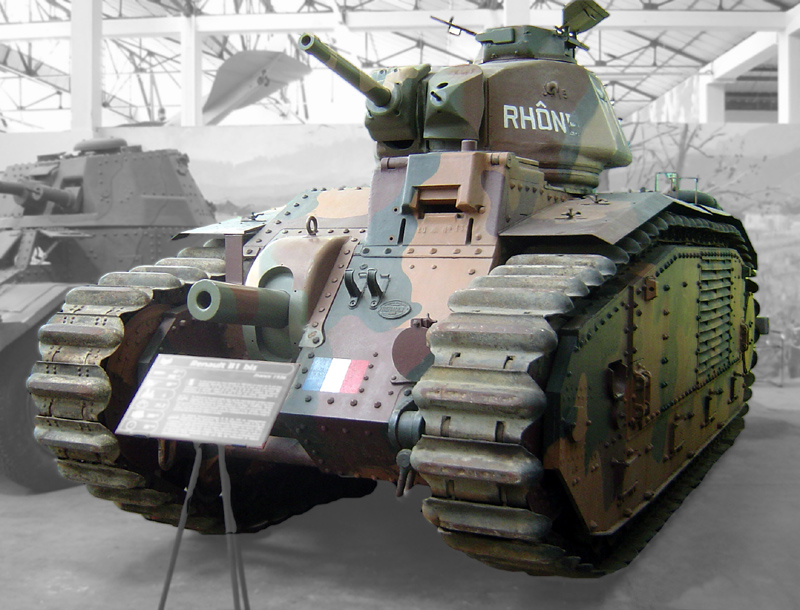
Un des deux B1 bis du musée des blindés de Saumur.

La caisse du B1 est réalisée par le boulonnage d'éléments en acier. Elle est divisée en deux compartiments, séparés par une cloison coupe-feu, la partie avant accueillant l'équipage, celle arrière le moteur, la transmission et le réservoir de carburant.

### Armement et équipement

#### Armement principal
L'organisation interne du véhicule est issue de la nécessité de servir l'arme principale, le canon de 75 mm ABS modèle 1929 car, au démarrage du projet, la tourelle n'était censée être armée que d'une mitrailleuse, et sa fonction était plutôt celle d'un poste d'observation pour le chef de véhicule. Ce canon, fixe en site, est pointé en direction avec la caisse, c'est donc le conducteur qui l'utilise, à partir de son poste de pilotage situé sur la gauche de l'arme. Pour arriver à un pointage précis de l'arme, il est nécessaire de développer un appareillage spécifique pour effectuer des virages précis, grâce à un volant actionnant le dispositif hydrostatique Naëder (huile de ricin). Outre le volant de conduite, le conducteur dispose donc aussi d'un volant pour affiner le pointage en direction de la pièce, et d'un autre pour régler la hausse. Il effectue toutes ces opérations en visant l'objectif dans la lunette de tir placée devant lui.
Derrière le canon, prend place le pourvoyeur qui, lui aussi, a plusieurs fonctions : il doit, en effet, charger le canon de 75 avec des obus sur lesquels il visse les fusées, mais aussi passer au chef de char des munitions pour recompléter celles situées en tourelle. Il travaille dans une position inconfortable, accroupi derrière l'arme, et doit aller chercher les munitions, parfois jusque dans le compartiment moteur, auquel on accède par une porte dans la cloison coupe feu. À sa gauche, le radiotélégraphiste est un peu mieux logé, cependant son matériel radio E.R.53 modèle 1932 est tout sauf moderne, les transmissions ne s'effectuant non en phonie, mais en morse. Dernier homme d'équipage, le chef de char est sans doute le plus débordé : en plus de l'observation du champ de bataille et de la localisation des objectifs, il doit, en effet, pointer et approvisionner les deux armes de sa tourelle monoplace. Souvent, le mécanicien affecté au véhicule se joignait à l'équipage, devenant le cinquième homme de celui-ci.

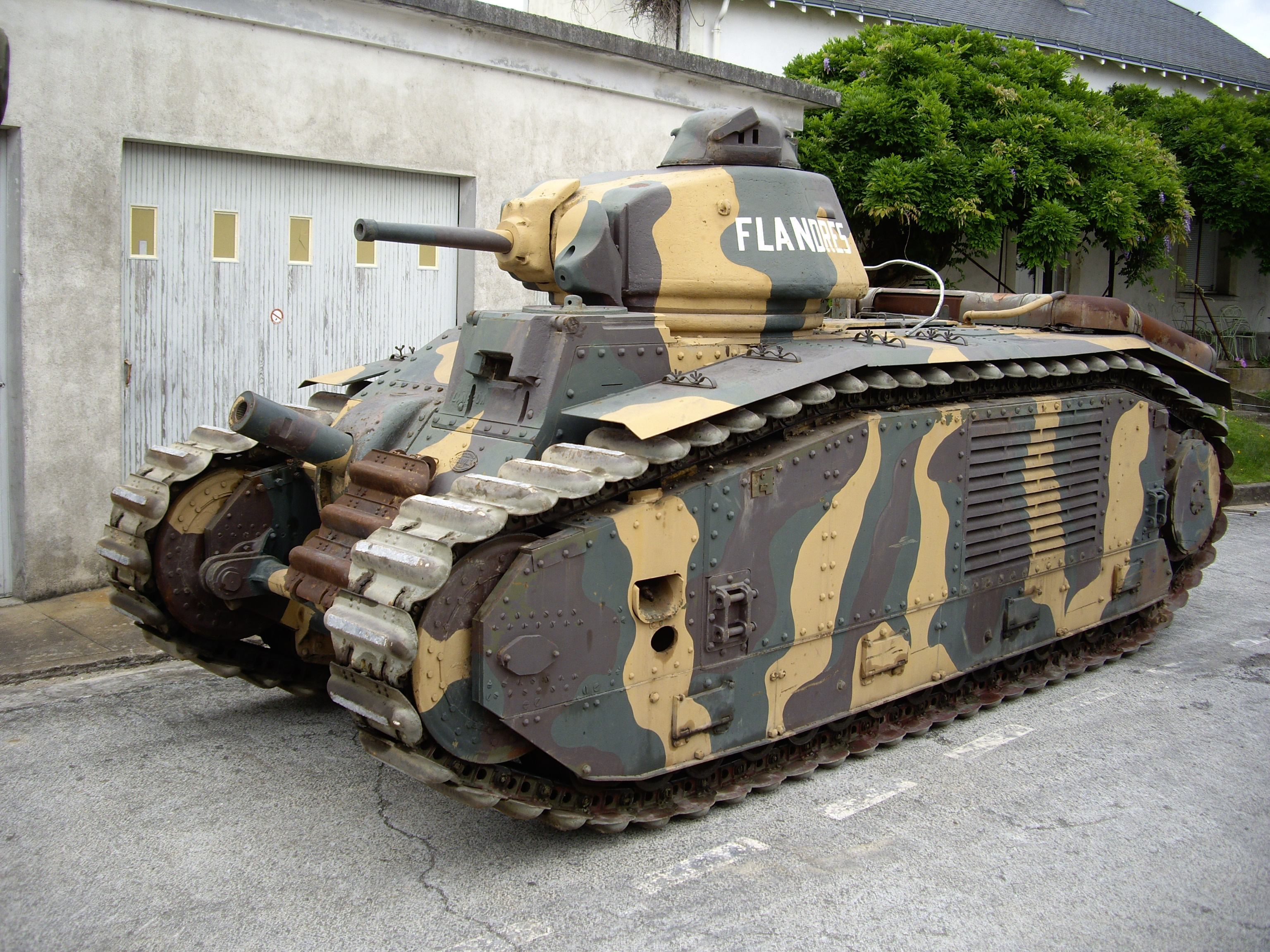
Le B1 bis « Flandres » du musée des blindés de Saumur, le seul en état de marche.

### Entretien
Du fait des nombreux éléments mobiles, il doit être entretenu régulièrement, nécessitant, en particulier, un abondant graissage, réalisé par quatre graisseurs sur chaque côté tous les 150 km. Il nécessite une vidange du moteur tous les 300 km et de la boîte de vitesses tous les 1 000 km, une visite détaillée tous les 1 000 km au 1er degré et une révision générale tous les 4 000 km. Il est résistant en dépit du manque d'entretien dont il fera l'objet en campagne. Son moteur est robuste, les accessoires sont toutefois d'un accès difficile et le circuit de charge est insuffisant. La boîte de vitesses est solide mais le demi-arbre gauche est sujet aux ruptures car plus long que celui de droite. Les freins sont insuffisants et difficiles à réparer. La direction hydrostatique (le Naëder) est délicate, demandant une bonne formation du pilote. Les pannes du système Naëder ont provoqué bien des pertes et, les Allemands avançant, ils durent être abandonnés souvent sabordés. Le train de roulement est très résistant, il présente cependant une faiblesse au mécanisme de tension de la chenille. En dépit de ses défauts, il fera l'objet de beaucoup d'éloges.

## Variantes
- B1 - première version produite, blindage à 40 mm, tourelle APX-1 avec canon de 47 mm SA34, moteur Renault de 250 ch. Numéros de série compris entre 101 et 135, 35 exemplaires réalisés.
- B1 bis - seconde version de production, blindage augmenté à 60 mm sur l'avant, et 55 mm sur les flancs, tourelle APX-4, avec canon de 47mm SA35, moteur Renault de 300 ch. Numéros de série compris entre 201 et 856, en fonction des différents constructeurs, 369 exemplaires réalisés.
- B1 ter - troisième version dont la production aurait dû commencer lors de l'été 1940, canon de 75 mm avec un pointage en azimut de 10°, blindage de 70 mm incliné sur les côtés, capacités des réservoirs accrus, tourelle Fives-Lille mue électriquement avec un chemin de roulement double, 4 exemplaires réalisés.
- B2 et B3 - projets de chars blindés à 50 mm, abandonnés du fait d'une masse avoisinant les 45 tonnes.
- B40 - projet d'amélioration du B1 ter, avec des blindages frontal et latéral portés à 80 mm et un canon de 105 mm au lieu du 75 mm[37]. Prévu également avec un canon de 75 mm en tourelle[38].
- B1 bis FFI - 15 chars réalisés à partir de 42 carcasses abandonnées par les Allemands et réparées dans les usines Renault à partir de 1944.

### Flammpanzer B2 (f)
Le « Flammpanzer B2 (f) » est une conversion du B1 bis en char lance-flammes. Ils connaîtront le front russe lors de l'opération Barbarossa au sein de la « Panzer-Abteilung (Flamm.) 102. ».

### 10.5-cm leichte Feldhaubitze 18/3 (Sf.) auf Geschützwagen B2 (f) 740 (f)

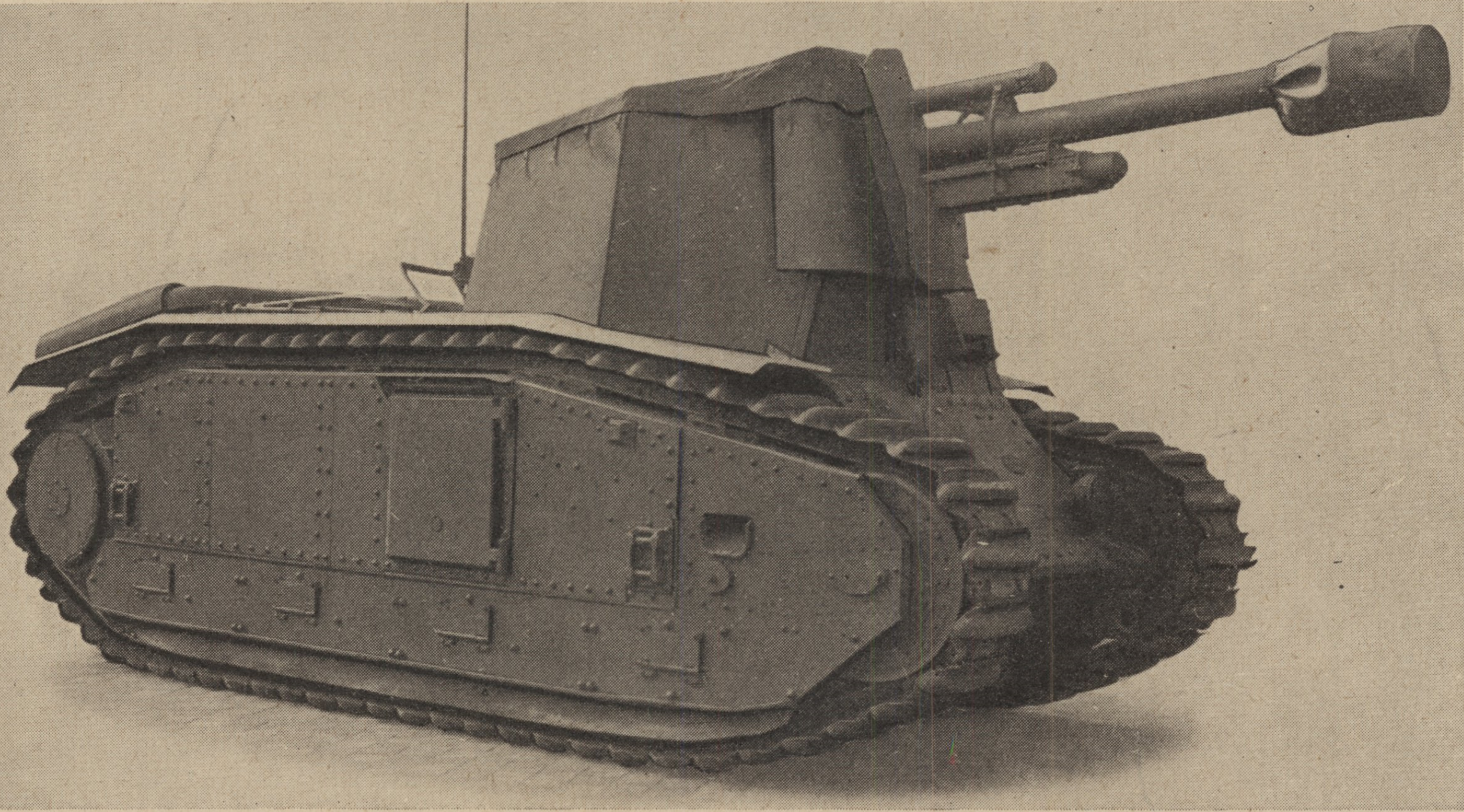
Un 10.5-cm leichte Feldhaubitze 18/3 (Sf.) auf Geschützwagen B2 (f) 740 (f).

Produit à 16 exemplaires, le « 10.5-cm leichte Feldhaubitze 18/3 (Sf.) auf Geschützwagen B2 (f) 740 (f) » est une variante automoteur du char B1. En mars 1941, Hitler ordonne le développement de canons automoteurs venant en appui des chars lance-flammes Flammpanzer B2 (f). Le 28 mai 1941, le Waffenprüfamt Nr 6 commande un prototype à Rheinmetall-Borsig, prototype assemblé en juin 1941. Les chars lance-flammes auront donc dû se passer de leur appui, puisque la Panzer-Abteilung 103. est dissoute peu après. Les seize appareils sont produits entre janvier et mars 1942, et sont livrés à la 26e Panzerdivision, I. Abteilung de l'Artillerie-Regiment 93. En mai 1943, les quatorze véhicules restants, remplacés par des Wespe, sont versés à la 90. Panzergrenadier Division en Sardaigne.

## Dans la culture populaire

### Jeux vidéos
Dans World of Tanks :
- Le Renault B1 est jouable et est classé comme un char lourd français[40] de rang IV ainsi qu'une version premium allemande capturé sous le nom de PZ.KPFW. B2 740 (F)[41].
- La variante 10.5-cm leichte Feldhaubitze 18/3 (Sf.) auf Geschützwagen B2 (f) 740 (f) est jouable et est classé comme canon automoteur premium français de rang V sous le nom de 105 LEFH18B2[42].

Dans War Thunder :
- Le Renault B1 bis est jouable et est classé comme un char lourd français de rang II, au BR (Battle Rating) 2.3[43].
- Le prototype B1 ter est jouable et est classé comme char lourd premium français de rang II, au BR (Battle Rating) 2.7[44].